# Acrocercops lysibathra
Acrocercops lysibathra är en fjärilsart som beskrevs av Edward Meyrick 1916. Acrocercops lysibathra ingår i släktet Acrocercops och familjen styltmalar. Inga underarter finns listade i Catalogue of Life.